# Abrocoma uspallata
Abrocoma uspallata là một loài động vật có vú trong họ Abrocomidae, bộ Gặm nhấm. Loài này được Braun & Mares mô tả năm 2002.